# SETD5
SETD5‏ (SET domain containing 5) هوَ بروتين يُشَفر بواسطة جين SETD5 في الإنسان.